# Михаил Маджари
Михаил Маджари (на румънски: Mihail Magiari) е румънски юрист, икономист, политик и писател, отличен преводач от български език, член на Съюза на писателите в Румъния.

## Биография
Михаил Маджари е роден на 14 май 1901 година в заможното арумънско семейство на Йон Маджари и Наталия Мара в Солун, Османската империя. Баща му Йон Маджари е строителен предприемач, а дядо му Михай Маджари е виден банкер в Солун.
След Междусъюзническата война в 1913 година и анексирането на Южна Добруджа от Румъния, семейството на Михаил Маджари заедно с много други арумънски семейства заминава на север и се установява в Румъния. По време на Първата световна война (1916 - 1918), когато Добруджа отново попада в България, бяга в Русия. След края на войната семейството на Михаил Маджари се установява във върнатата отново на Румъния Силистра, където Михаил завършва право и икономика и отваря адвокатска кантора. По време на управлението на Октавиан Гога, Михаил Маджари става управител (префект) на окръга.
След Крайовската спогодба в 1940 година, с която Южна Добруджа се връща на България, семейството се мести в Букурещ. Михаил Маджари защитава докторат по право, но след това се насочва към литературна дейност. Става член на Съюза на писателите в Румъния.
Михаил Маджари развива широка литературна дейност в областта на преводите. След 1944 година комунистическият режим не му позволява да практикура адвокатската си професия и Маджари се насочва към другата си страст – литературата. Прави преводи на българска литература, показвайки дълбоко познаване на българския език, което му спечелва авторитет в литературните среди. Превежда проза, романи, есета, поезия и театрални пиеси. Съвместно редактира българска научна фантастика.